# American Conquest: Odwet
American Conquest: Odwet (ang. American Conquest: Fight Back) – oficjalne rozszerzenie gry American Conquest stworzone przez ukraińskie studio GSC Game World a wydane przez cdv Software Entertainment AG 22 czerwca 2003 roku.

## Rozgrywka
Gra jest oficjalnym samodzielnym rozszerzeniem do gry strategicznej czasu rzeczywistego American Conquest. Gra obejmuje wydarzenia od 1517 do 1804 roku i odnosi się do historycznego podboju różnych części Nowego Świata. Rozgrywka została podzielona na 25 misji, pogrupowanych w 8 kampanii. Oprócz narodowości, znanych z pierwotnej wersji gry, w tym dodatku dostępni są również Rosjan, Indian Haida, Portugalczyków, Holendrów i Niemców. dodano blisko 50 jednostek oraz zupełnie nowy tryb gry, polegający wyłącznie na toczeniu bitew (10 scenariuszy).
W grze dostępne są dwa tryby rozgrywki – tryb gry jednoosobowej oraz tryb gry wieloosobowej, w którym może wziąć udział do ośmiu graczy. Tryb gry wieloosobowej rozgrywany jest przez LAN lub Internet.

## Odbiór gry
- GameRankings – 65,73 / 100[2]
- Game Over Online – 70 / 100[3]
- GamersHell 7,7 / 10[4]
- Gry-OnLine – 6 / 10[5]
- GameZone – 8,2 / 10[6]
- GameSpot – 7,6 / 10[7]